# Histeridomyces
Histeridomyces — рід грибів родини Laboulbeniaceae. Назва вперше опублікована 1931 року.

## Класифікація
Згідно з базою MycoBank до роду Histeridomyces відносять 6 офіційно визнаних видів:
- Histeridomyces acriti
- Histeridomyces europaeus
- Histeridomyces flagelliferus
- Histeridomyces ramosus
- Histeridomyces tishechkinii
- Histeridomyces venezolanus